# Чуса, Иван Васильевич
Иван Васильевич Чуса (17 мая 1929 — 25 ноября 2008) — советский лесоруб, Герой Социалистического Труда.

## Биография
Родился в 1929 году на территории современной Закарпатской области.
Учился в Школе фабрично-заводского обучения посёлка Буштына.
В 1944—1989 годах — лесоруб, бригадир комплексной бригады, участник международных соревнований по рубке леса, начальник лесопункта Усть-Чернянского лесокомбината Министерства лесной, целлюлозно-бумажной и деревообрабатывающей промышленности СССР.
Указом Президиума Верховного Совета СССР от 17 сентября 1966 года присвоено звание Героя Социалистического Труда с вручением ордена Ленина и золотой медали «Серп и Молот».
В 1967 году совместно с В. Ю. Шорбаном выиграл соревнования лесорубов на всемирной выставке «Экспо-67».
Жил в Закарпатской области. Был членом КПСС. В 1965—1993 года был депутатом Лопуховского сельского совета.

## Награды и звания
- Герой Социалистического Труда (17 сентября 1966).
- орден Ленина (17 сентября 1966)
- орден Октябрьской Революции (7 мая 1971)
- орден Трудового Красного Знамени (19 февраля 1974)
- орден «Знак Почёта» (5 октября 1957)